# Nassauia atoma
Nassauia atoma är en stekelart som beskrevs av Girault 1932. Nassauia atoma ingår i släktet Nassauia och familjen sköldlussteklar. Inga underarter finns listade i Catalogue of Life.